# Sakfara
Sakfara, ook Sakhphara of Sagphara, is een dorpscommissie (Engels: village development committee, afgekort VDC; Nepalees: panchayat) in het oosten van Nepal, gelegen in het district Ilam in de Mechi-zone. Ten tijde van de volkstelling van 2001 had het een inwoneraantal van 3604 personen, verspreid over 631 huishoudens; in 2011 waren er 3496 inwoners, verspreid over 744 huishoudens.